# Arbeitgebervereinigung Nahrung und Genuss
Die Arbeitgebervereinigung Nahrung und Genuss (kurz ANG) ist ein Arbeitgeber-Dachverband der Lebensmittelindustrie in Deutschland, in der Rechtsform eines eingetragenen Vereins mit Sitz in Berlin.

## Geschichte
Am 29. Juni 1949 wurde der Arbeitgeberring Nahrung und Genuß gegründet, ein Vorläufer des heutigen Verbands. Am 6. Oktober 1977 erfolgte die Gründung der Arbeitgebervereinigung Nahrung und Genuss als sozialpolitischer Dachverband der Nahrungs- und Genussmittelindustrie auf Bundesebene in Bonn-Bad Godesberg.

## Aufgaben
Die deutsche Lebensmittelindustrie ist als eine der größten industriellen Branchen mit ca. 550.000 Beschäftigten sehr differenziert organisiert. Anders als in den meisten industriellen Branchen werden jedes Jahr hunderte von Tarifverträgen in den einzelnen Regionen und Sektoren von diversen Arbeitgeberverbänden abgeschlossen. Dabei steht den Arbeitgebern als Tarifpartner zumeist die traditionsreiche Gewerkschaft Nahrung-Genuss-Gaststätten (NGG) gegenüber. Das Selbstverständnis der ANG ist es, die differenzierte Tarifpolitik auf Arbeitgeberseite zu koordinieren. Die ANG selbst ist dabei kein direkter Tarifpartner der Gewerkschaften. Die Tarifautonomie liegt ausschließlich bei den Mitgliedsverbänden. In einem ständigen Dialog bemühen sich Arbeitgeber- und Arbeitnehmervertreter jedoch, in zentralen Fragen ein koordiniertes Vorgehen zu erreichen.
Die ANG versteht es darüber hinaus als ihre Aufgabe, solche gemeinschaftlichen sozialpolitischen Belange zu thematisieren, die über den Bereich eines Landes oder den Bereich eines ihrer Mitgliedsverbände hinausgehen und die von grundsätzlicher Bedeutung sind. Dabei wendet sie sich nicht nur an die Sozialpartner, sondern auch an alle anderen Beteiligten in der deutschen Sozialpolitik.
Die ANG ist selbst Mitglied in der Bundesvereinigung der Deutschen Arbeitgeberverbände (BDA). Eine enge Kooperation, auch personell, besteht mit der Bundesvereinigung der deutschen Ernährungsindustrie (BVE), dem auf Wirtschaftspolitik fokussierten Dachverband der Lebensmittelindustrie in Deutschland.

## Mitgliedsverbände
- Arbeitgeberverband der Bayrischen Ernährungswirtschaft e. V.
- Arbeitgeberverband der Ernährungsindustrie Baden-Württemberg e. V.
- Arbeitgeberverband der Ernährungsindustrie Berlin/Brandenburg e. V.
- Arbeitgeberverband der Ernährungsindustrie Hamburg/Schleswig-Holstein/Mecklenburg-Vorpommern e. V.
- Arbeitgeberverband der Ernährungsindustrie Nordrhein-Westfalen e. V.
- Arbeitgeberverband Ernährung Genuss Hessen/Rheinland-Pfalz/Saarland e. V.
- Arbeitgeberverband Nahrung und Genuss Thüringen e. V.
- Sächsischer Arbeitgeberverband Nahrung und Genuss e. V.
- Verband der Ernährungswirtschaft Niedersachsen/Bremen/Sachsen-Anhalt e. V.

## Verbandsvorsitzende
Vorsitzende waren seit der Verbandsgründung
- Arendt Oetker (Schwartauer Werke),
- Siegfried Stocker (Hofpfisterei, München),
- Theo Spettmann (Südzucker AG, Mannheim),
- 1996–2003: Dieter Cohrt (August Cohrt Getränke, Kiel),
- 2003–2011: Peter Barz (Unilever, Hamburg),
- 2011–2011: Elke Strathmann (Nestlé Deutschland AG, Frankfurt),
- 2011–heute: Brigitte Faust (Coca-Cola Erfrischungsgetränke AG, Berlin).